# Rimicaris kairei
Rimicaris kairei is een garnalensoort uit de familie van de Alvinocarididae. De wetenschappelijke naam van de soort is voor het eerst geldig gepubliceerd in 2002 door Watabe & Hashimoto.